# Professional'nyj Futbol'nyj Klub Central'nyj Sportivnyj Klub Armii 2009
Questa voce raccoglie le informazioni riguardanti il Professional'nyj Futbol'nyj Klub CSKA Mosca nelle competizioni ufficiali della stagione 2009.

## Stagione
La stagione cominciò sotto la guida del tecnico brasiliano Zico, che fu esonerato a settembre per i deludenti risultati in campionato e in Coppa di Russia. Dopo un breve interregno con lo spagnolo Juande Ramos (appena un mese e mezzo), cominciò l'era del tecnico Leonid Sluckij, destinata a durare fino alla fine del 2016.
In campionato la squadra finì quinta, perdendo la possibilità di disputare la Champions League. Proprio in Champions League, con l'arrivo di Sluckij, arrivarono i risultati migliori: sorteggiato nel Girone B con Wolfsburg, Manchester Utd e Beşiktaş, la squadra terminò i turni d'andata con appena tre punti: ma l'arrivo del nuovo tecnico coincise con l'inizio del girone di ritorno in cui il club conquistò 7 punti su 9, accedendo agli ottavi di finale da seconda del girone, dietro il Manchester United.
Agli ottavi, il CSKA eliminò gli spagnoli del Siviglia, prima di arrendersi ai quarti all'Inter del futuro triplete.
In Coppa di Russia, invece, ancora sotto la guida di Zico, arrivò l'immediata e clamorosa eliminazione alla prima gara per mano dell'Ural, club di metà classifica della seconda divisione.

## Rosa
| N. |                                 | Ruolo | Calciatore         |
| -- | ------------------------------- | ----- | ------------------ |
|    | Russia (bandiera)               | P     | Igor' Akinfeev     |
|    | Russia (bandiera)               | D     | Sergej Ignaševič   |
|    | Russia (bandiera)               | D     | Aleksej Berezuckij |
|    | Russia (bandiera)               | D     | Vasilij Berezuckij |
|    | Lituania (bandiera)             | D     | Deividas Šemberas  |
|    | Nigeria (bandiera)              | D     | Chidi Odiah        |
|    | Russia (bandiera)               | D     | Anton Grigor'ev    |
|    | Russia (bandiera)               | C     | Evgenij Aldonin    |
|    | Bosnia ed Erzegovina (bandiera) | C     | Elvir Rahimić      |
|    | Russia (bandiera)               | C     | Alan Dzagoev       |
|    | Russia (bandiera)               | C     | Pavel Mamaev       |
|    | Serbia (bandiera)               | C     | Miloš Krasić       |

| N. |                      | Ruolo | Calciatore      |
| -- | -------------------- | ----- | --------------- |
|    | Russia (bandiera)    | C     | Jurij Žirkov    |
|    | Turchia (bandiera)   | C     | Caner Erkin     |
|    | Russia (bandiera)    | C     | Pavel Mamaev    |
|    | Brasile (bandiera)   | C     | Dudu Cearense   |
|    | Rep. Ceca (bandiera) | C     | Luboš Kalouda   |
|    | Brasile (bandiera)   | A     | Vágner Love     |
|    | Brasile (bandiera)   | A     | Ricardo Jesus   |
|    | Brasile (bandiera)   | A     | Jô              |
|    | Brasile (bandiera)   | A     | Ramón           |
|    | Brasile (bandiera)   | A     | Daniel Carvalho |
|    | Russia (bandiera)    | A     | Dmitrij Ryžov   |
|    | Rep. Ceca (bandiera) | A     | Dawid Janczyk   |

## Risultati

### Prem'er-Liga
| Ramenskoe 15 marzo 2009 1ª giornata | Saturn | 0 – 3 referto | CSKA Mosca | Saturn Stadium |

| Mosca 23 marzo 2009 2ª giornata | CSKA Mosca | 0 – 1 referto | Tom' Tomsk | Stadio Lužniki |

| Perm' 5 aprile 2009 3ª giornata | Amkar Perm' | 0 – 0 referto | CSKA Mosca | Stadio Zvezda |

| Mosca 12 aprile 2009 4ª giornata | CSKA Mosca | 4 – 1 referto | Lokomotiv Mosca | Stadio Lužniki |

| Chimki 19 aprile 2009 5ª giornata | Chimki | 0 – 3 referto | CSKA Mosca | Arena Chimki |

| Mosca 26 aprile 2009 6ª giornata | CSKA Mosca | 1 – 2 referto | Rostov | Stadio Lužniki |

| Samara 3 maggio 2009 7ª giornata | Kryl'ja Sovetov Samara | 1 – 3 referto | CSKA Mosca | Stadio Metallurg (Samara) |

| Chimki 10 maggio 2009 8ª giornata | Dinamo Mosca | 1 – 2 referto | CSKA Mosca | Arena Chimki |

| Mosca 17 maggio 2009 9ª giornata | CSKA Mosca | 2 – 1 referto | Zenit San Pietroburgo | Stadio Lužniki |

| Krasnodar 24 maggio 2009 10ª giornata | Kuban' | 1 – 0 referto | CSKA Mosca | Stadio Kuban' |

| Mosca 22 luglio 2009 11ª giornata | CSKA Mosca | 0 – 0 referto | Spartak-Nal'čik | Stadio Lužniki |

| Mosca 14 giugno 2009 12ª giornata | FK Mosca | 2 – 0 referto | CSKA Mosca | Stadio Ėduard Strel'cov |

| Groznyj 11 luglio 2009 13ª giornata | Terek Groznyj | 1 – 1 referto | CSKA Mosca | Stadio Sultan Bilimkhanov |

| Kazan' 18 luglio 2009 14ª giornata | Rubin | 1 – 2 referto | CSKA Mosca | Stadio Centrale di Kazan' |

| Mosca 26 luglio 2009 15ª giornata | CSKA Mosca | 1 – 2 referto | Spartak Mosca | Stadio Lužniki |

| Tomsk 1 agosto 2009 16ª giornata | Tom' Tomsk | 2 – 3 referto | CSKA Mosca | Trud Stadium |

| Mosca 9 agosto 2009 17ª giornata | CSKA Mosca | 1 – 0 referto | Amkar Perm' | Stadio Lužniki |

| Mosca 16 agosto 2009 18ª giornata | Lokomotiv Mosca | 2 – 1 referto | CSKA Mosca | Stadio Lokomotiv |

| Mosca 22 agosto 2009 19ª giornata | CSKA Mosca | 2 – 1 referto | Chimki | Stadio Lužniki |

| Rostov sul Don 30 agosto 2009 20ª giornata | Rostov | 1 – 0 referto | CSKA Mosca | Stadio Olimp-2 |

| Mosca 12 settembre 2009 21ª giornata | CSKA Mosca | 3 – 0 referto | Kryl'ja Sovetov Samara | Stadio Lužniki |

| Mosca 20 settembre 2009 22ª giornata | CSKA Mosca | 3 – 0 referto | Dinamo Mosca | Stadio Lužniki |

| San Pietroburgo 26 settembre 2009 23ª giornata | Zenit San Pietroburgo | 2 – 0 referto | CSKA Mosca | Stadio Petrovskij |

| Mosca 4 ottobre 2009 24ª giornata | CSKA Mosca | 4 – 0 referto | Kuban' | Stadio Lužniki |

| Nal'čik 17 ottobre 2009 25ª giornata | Spartak-Nal'čik | 1 – 1 referto | CSKA Mosca | Respublikanskij stadion Spartak |

| Mosca 25 ottobre 2009 26ª giornata | CSKA Mosca | 1 – 3 referto | FK Mosca | Stadio Lužniki |

| Mosca 30 ottobre 2009 27ª giornata | CSKA Mosca | 1 – 0 referto | Terek Groznyj | Stadio Lužniki |

| Mosca 8 novembre 2009 28ª giornata | CSKA Mosca | 0 – 2 referto | Rubin | Stadio Lužniki |

| Mosca 21 novembre 2009 29ª giornata | Spartak Mosca | 2 – 3 referto | CSKA Mosca | Stadio Lužniki |

| Mosca 29 novembre 2009 30ª giornata | CSKA Mosca | 3 – 0 referto | Saturn | Stadio Lužniki |

### Coppa di Russia
| Ekaterinburg 15 luglio 2009 Sedicesimi di finale | Ural | 1 – 0 referto | CSKA Mosca | Stadio Uralmaš |

### UEFA Champions League
| Arbitro: | Lannoy |

|                         |           |             |
| Grafite 36’, 41’ (rig.) | Marcatori | 76’ Dzagoev |

| Arbitro: | Mejuto Gonzalez |

|                       |           |                 |
| Dzagoev 7’ Krasić 61’ | Marcatori | 90+2’ Ekrem Dağ |

| Arbitro: | Larsen |

|  |           |              |
|  | Marcatori | 85’ Valencia |

| Arbitro: | Benquerença |

|                                     |           |                                       |
| Owen 29’ Scholes 84’ Valencia 90+2’ | Marcatori | 25’ Dzagoev 31’ Krasić 47’ Berezutski |

| Arbitro: | Rizzoli |

|                      |           |           |
| Necid 58’ Krasić 66’ | Marcatori | 19’ Džeko |

| Arbitro: | Hansson |

|          |           |                          |
| Bobô 86’ | Marcatori | 41’ Krasić 90+5’ Aldonin |

| Arbitro: | Brych |

|              |           |             |
| Gonzalez 66’ | Marcatori | 25’ Negredo |

| Arbitro: | Viktor Kassai |

|             |           |                     |
| Perotti 41’ | Marcatori | 39’ Necid 55’ Honda |

| Arbitro: | Howard Webb |

|            |           |  |
| Milito 65’ | Marcatori |  |

| Arbitro: | Stéphane Lannoy |

|  |           |             |
|  | Marcatori | 6’ Sneijder |